# Ковачево (Пазарджицька область)
Кова́чево (болг. Ковачево) — село в Пазарджицькій області Болгарії. Входить до складу общини Септемврі.

## Населення
За даними перепису населення 2011 року у селі проживали 2402 особи.
Національний склад населення села:
| Національність   | Кількість осіб | Відсоток |
| ---------------- | -------------- | -------- |
| болгари          | 1168           | 58,1%    |
| турки            | 818            | 40,7%    |
| не визначились   | 20             | 1,0%     |
| Всього відповіли | 2012           |          |

Розподіл населення за віком у 2011 році:
Динаміка населення: